# Estació de Ferran
Ferran (en castellà Fernando) era una estació terminal del Gran Metro de Barcelona (actual línia 3), passada l'estació de Liceu, a 4,83 m de fondària sota la Rambla, entre el Pla de la Boqueria i el carrer de Ferran.
Va entrar en servei l'any 1946, aprofitant la cua de maniobres de l'estació de Liceu, essent-ne la capçalera fins a l'1 de març del 1968, quan es va tancar per a perllongar la línia cap a l'estació de Drassanes.